# Obererlinsbach

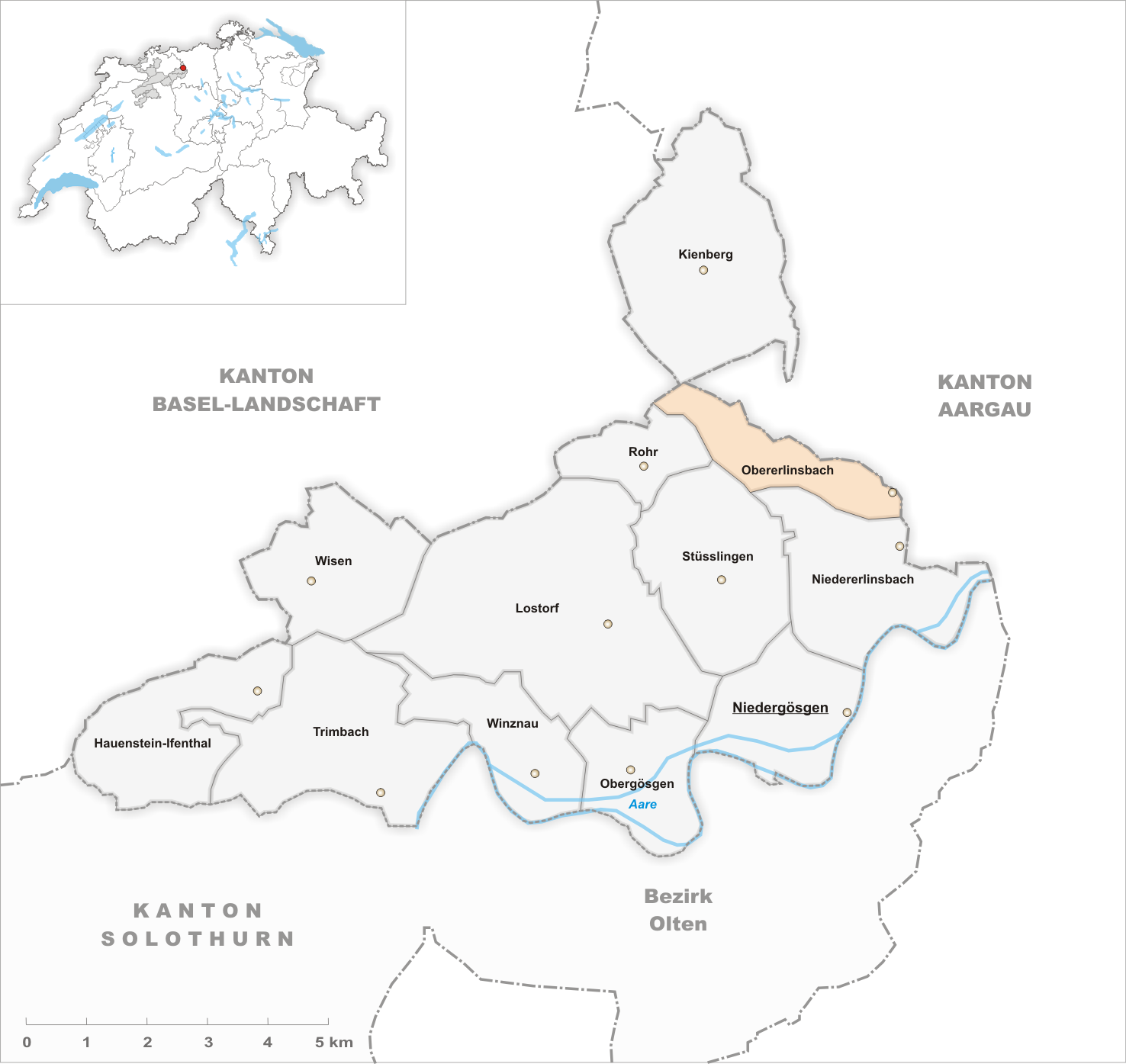
Gemeindestand vor der Fusion am 1. Januar 2006

Obererlinsbach war bis zum 31. Dezember 2005 eine politische Gemeinde im Bezirk Gösgen des Kantons Solothurn in der Schweiz.
Mit Wirkung auf den 1. Januar 2006 hat Obererlinsbach mit Niedererlinsbach zur neuen Gemeinde Erlinsbach (SO) fusioniert.

## Geographie
Obererlinsbach liegt auf 423 m ü. M., drei Kilometer westnordwestlich der Stadt Aarau (Luftlinie). Das Dorf erstreckt sich in einer vom Erzbach ausgebildeten Mulde und am westlich angrenzenden Hang, am Jurasüdfuss zwischen Gugen und Egg, im äussersten Osten des Kantons Solothurn. Die Kantonsgrenze verläuft mitten durch die geschlossene Siedlung und trennt den Ortskern bei der Kapelle in einen solothurnischen und einen aargauischen Teil.
Die Fläche des 3,0 km² grossen früheren Gemeindegebiets umfasste einen Abschnitt des Solothurner Niederamtes. Das langgestreckte aber schmale Gebiet wird im Nordosten vom Erzbach respektive von seinem rechten Zufluss Zwiselbach begrenzt. Der Erzbach tritt oberhalb von Oberlerlinsbach aus dem Jura ins Mittelland hinaus und bildet eine breite Mulde am Jurafuss. Von dieser Mulde erstreckte sich der frühere Gemeindeboden nach Nordwesten in den Solothurner Faltenjura, der hier einen komplizierten geologischen Aufbau aufweist und in einzelne Schuppen zerlegt ist. Die westliche Abgrenzung verläuft über den Grat des Gugen (805 m ü. M.; erste Jurakette), die Rütmatt und die Rütflue (849 m ü. M.). Im äussersten Nordwesten gehört der nach Osten einfallende Hang der Geissflue ebenfalls zu Obererlinsbach. Auf dem Gipfel der Geissflue, welche auf dem Jurahauptkamm liegt und die Wasserscheide zwischen Aare im Süden und Ergolz beziehungsweise Sissle im Norden bildet, wird mit 963 m ü. M. der höchste Punkt von Obererlinsbach erreicht. Von der damaligen Gemeindefläche entfielen 1997 6 % auf Siedlungen, 46 % auf Wald und Gehölze und 48 % auf Landwirtschaft.
Zu Obererlinsbach gehören der Weiler Breitmis (473 m ü. M.) an einer Engstelle des Erzbachs zwischen Gugen und Egg sowie einige Einzelhöfe. Nachbargemeinden von Obererlinsbach waren Niedererlinsbach, Stüsslingen, Rohr (SO) und Kienberg im Kanton Solothurn, Oltingen im Kanton Basel-Landschaft  sowie Erlinsbach (AG) im Kanton Aargau.

## Bevölkerung
Mit 694 Einwohnern (Ende 2004) gehörte Obererlinsbach zu den kleineren Gemeinden des Kantons Solothurn. Von den Bewohnern sind 91,9 % deutschsprachig, 2,2 % italienischsprachig und 1,7 % sprechen Französisch (Stand 2000). Die Bevölkerungszahl von Obererlinsbach belief sich 1850 auf 463 Einwohner, 1900 auf 445 Einwohner. Im Verlauf des 20. Jahrhunderts nahm die Bevölkerungszahl bis 1980 leicht auf 392 Personen ab. Seither wurde eine deutliche Bevölkerungszunahme verzeichnet. Das Siedlungsgebiet von Obererlinsbach ist heute lückenlos mit denjenigen von Niedererlinsbach und Erlinsbach (AG) zusammengewachsen.

## Wirtschaft
Obererlinsbach war bis in die zweite Hälfte des 20. Jahrhunderts ein vorwiegend durch die Landwirtschaft geprägtes Dorf. Früher war der Weinbau verbreitet, nach dem Befall der Weinstöcke durch die Reblaus wurde er jedoch aufgegeben. Mittlerweile gibt es wieder einige kleine Rebberge. Die Wasserkraft des Erzbachs wurde früher für den Betrieb einer Sägerei genutzt. Noch heute haben der Ackerbau, der Obstbau und die Viehzucht einen gewissen Stellenwert in der Erwerbsstruktur der Bevölkerung. Weitere Arbeitsplätze sind im lokalen Kleingewerbe und im Dienstleistungssektor vorhanden, unter anderem in einem Betrieb des Metallbaus und der Elektronikbranche. In den letzten Jahrzehnten hat sich das Dorf zu einer Wohngemeinde entwickelt. Viele Erwerbstätige sind deshalb Wegpendler, die hauptsächlich in der Region Aarau arbeiten.

## Verkehr
Die Ortschaft ist verkehrstechnisch recht gut erschlossen. Sie liegt an der Verbindungsstrasse von Aarau über die Salhöhe nach Frick respektive Sissach. Durch eine Linie des Busbetriebs Aarau, welche die Strecke von Aarau auf die Barmelweid bedient, ist Obererlinsbach an das Netz des öffentlichen Verkehrs angebunden.

## Geschichte
Das Erzbachtal und das frühere Gemeindegebiet von Obererlinsbach waren bereits während der Bronzezeit und der Römerzeit besiedelt, was durch verschiedene Streufunde nachgewiesen werden konnte.
Die erste urkundliche Erwähnung des Ortes erfolgte 1173 unter dem Namen Arnlesbah. Später erschienen die Bezeichnungen Erndespah (1217), Arnesbah (1223) und Erlispach (1269). Diese Namen sind nicht eindeutig einem der drei Erlinsbach (Erlinsbach (AG), Niedererlinsbach, Obererlinsbach) zuzuordnen. Eine erstmalige Differenzierung ist schriftlich von 1276 mit Obern Ernlispach überliefert. Der Ortsname geht auf einen Gewässernamen zurück und bedeutet Bach des Arnold.
Schon seit dem Mittelalter bildete der Erzbach die östliche Grenze des von den Grafen von Frohburg verwalteten Buchsgaus. Auch das Kloster Einsiedeln hatte Grundbesitz in Obererlinsbach. Die Gerichtsbarkeit über das Dorf gelangte 1417 an Aarau, danach an die Johanniter von Biberstein und schliesslich an die Falkensteiner, Besitzer der Herrschaft Gösgen. Wegen finanzieller Schwierigkeiten musste Thomas von Falkenstein die Herrschaft 1458 an Solothurn verkaufen. Obererlinsbach gehörte fortan zur Vogtei Gösgen.
Während der Reformation entwickelte sich der durch das Dorf verlaufende Erzbach zur Konfessionsgrenze. Im damals zu Bern gehörenden Erlinsbach (AG) wurde die Reformation eingeführt. Demgegenüber blieben Nieder- und Obererlinsbach beim katholischen Glauben. Die Zeit um die Mitte des 16. Jahrhunderts war geprägt von Streitigkeiten über die Benützung der Kirche zwischen den verschiedenen Glaubensrichtungen.
Nach dem Zusammenbruch des Ancien Régime (1798) gehörte Obererlinsbach während der Helvetik zum Verwaltungsbezirk Solothurn und ab 1803 zum Bezirk Gösgen. In der zweiten Hälfte des 19. Jahrhunderts gab es mehrere Versuche, die Schafmattbahn zu bauen; in Obererlinsbach wäre das Südportal eines 5,5 km langen Tunnels gewesen, der unter der Schafmatt hindurch nach Oltingen geführt hätte. Seit den 1980er Jahren arbeiteten die drei Gemeinden Obererlinsbach, Niedererlinsbach und Erlinsbach (AG) bezüglich Infrastruktur, Bildungswesen, Sozial- und Gesellschaftspolitik eng zusammen.
Dabei kam auch die Idee einer Fusion der solothurnischen Gemeinden Niedererlinsbach und Obererlinsbach auf, und ein Fusionsprojekt wurde vorbereitet. Dieses wurde am 24. April 2005 von den Stimmberechtigten beider Ortschaften gutgeheissen. In einer weiteren Abstimmung am 27. September 2005 sprachen sich die Bürger an der Gemeindeversammlung für den neuen Namen Erlinsbach (SO) aus. Mit Wirkung auf den 1. Januar 2006 wurde die Fusion rechtskräftig.

## Sehenswürdigkeiten
- Die Pfarrkirche St. Nikolaus

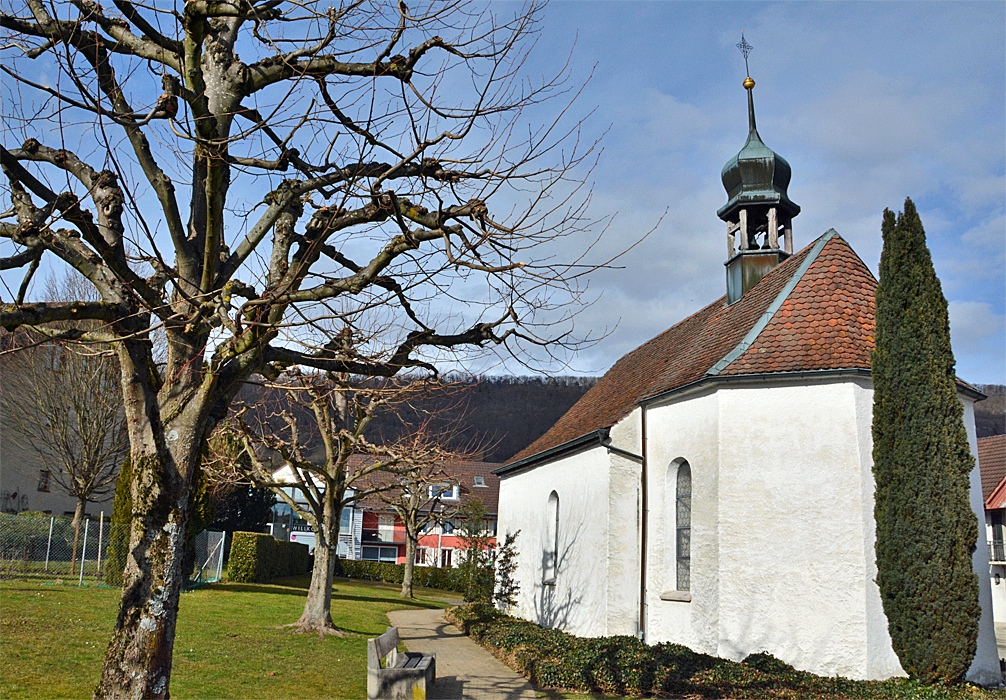
Obererlinsbach, Laurentiuskapelle

- Die Sankt Laurentiuskapelle wurde im Jahr 1697 an der Stelle einer mittelalterlichen Kapelle errichtet, die 1375 von den Guglern zerstört worden war[1].

## Wappen
In Rot auf weissem Wellenbalken grüne Kopfweide.